# انیس (ایرلند)
شهر انیس (به انگلیسی: Ennis) با جمعیت ۲۰٫۲۳۴ نفر  در شهرستان کلر در کشور جمهوری ایرلند واقع شده‌است.

## نگارخانه

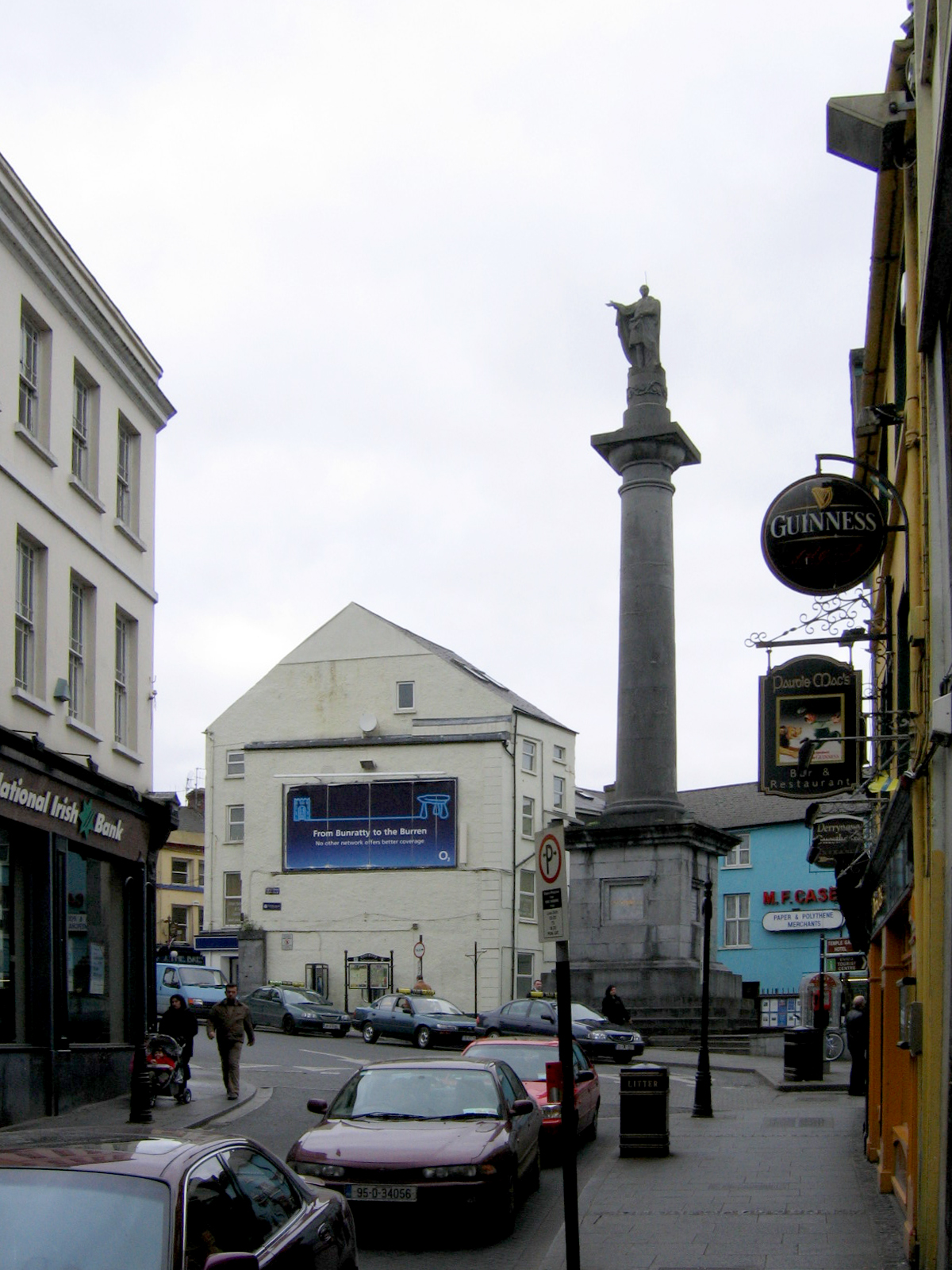
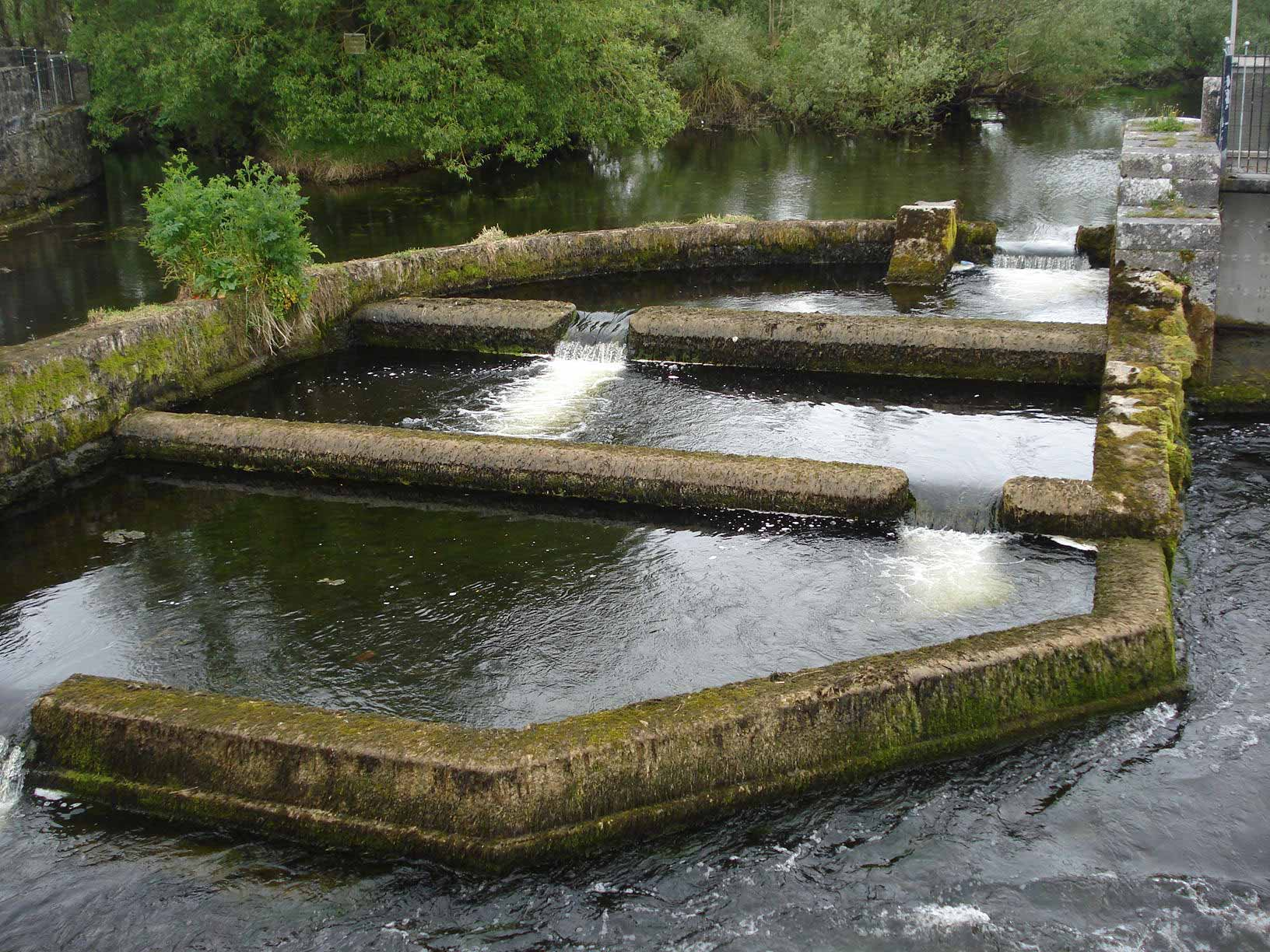
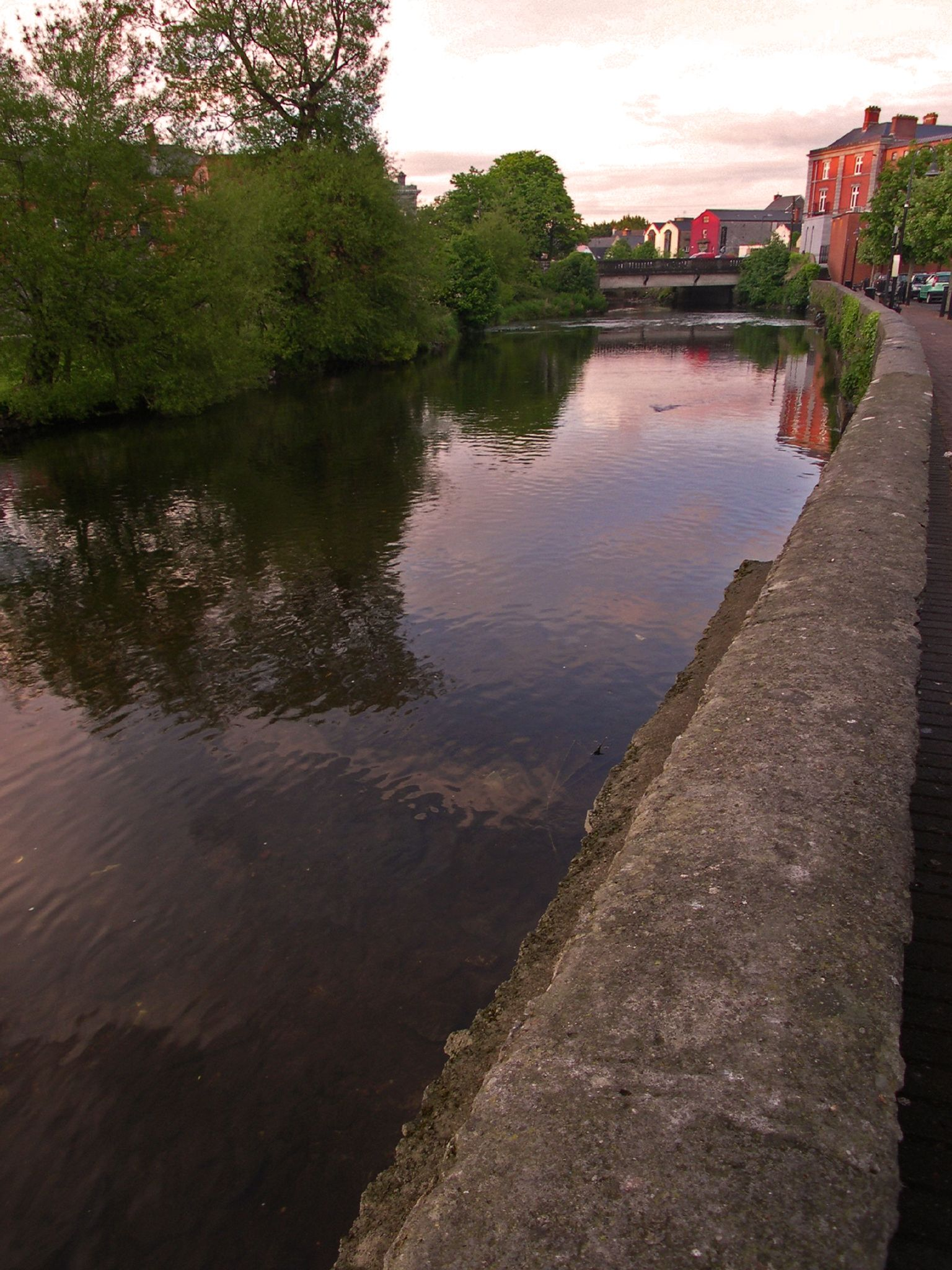
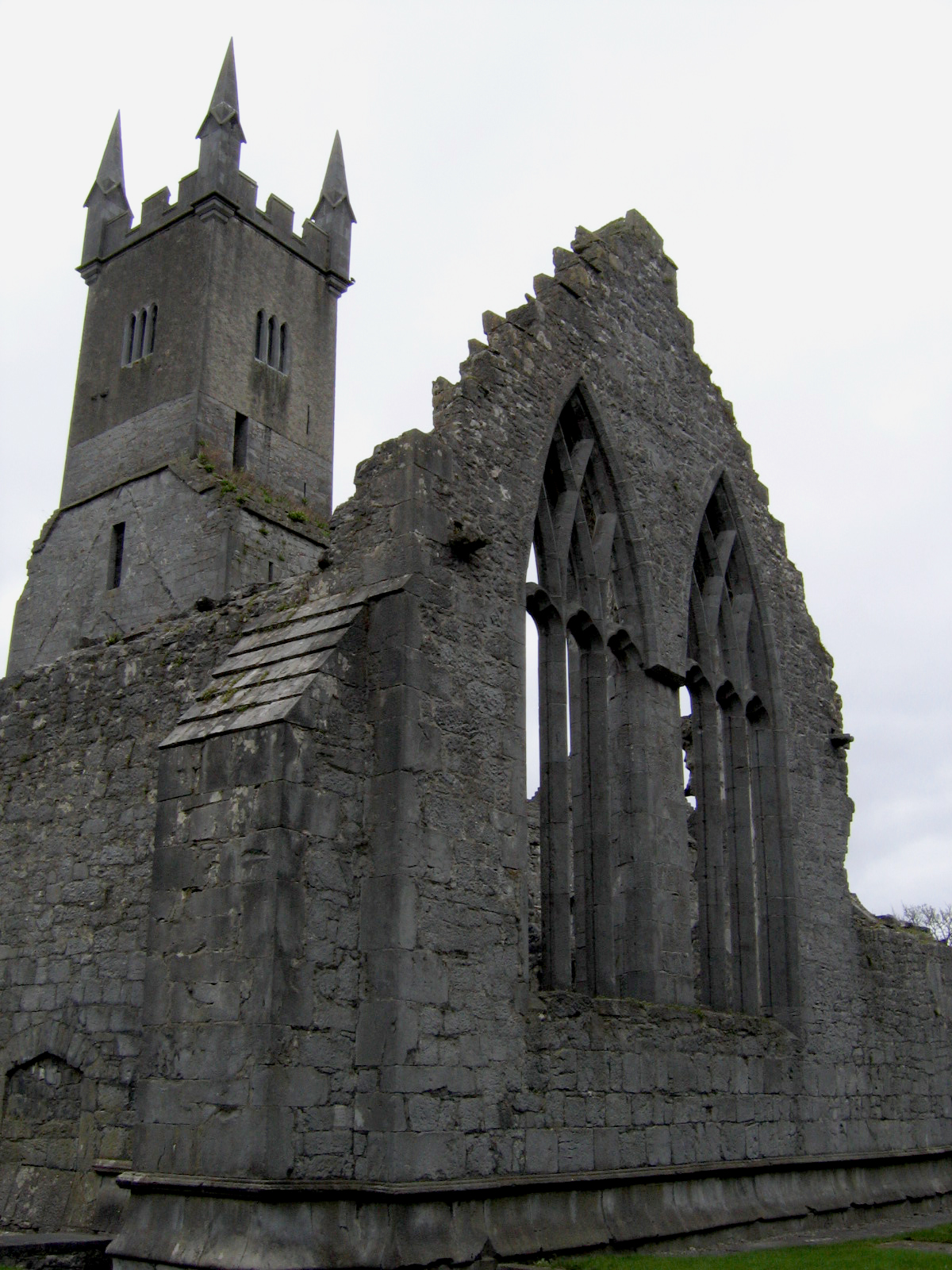
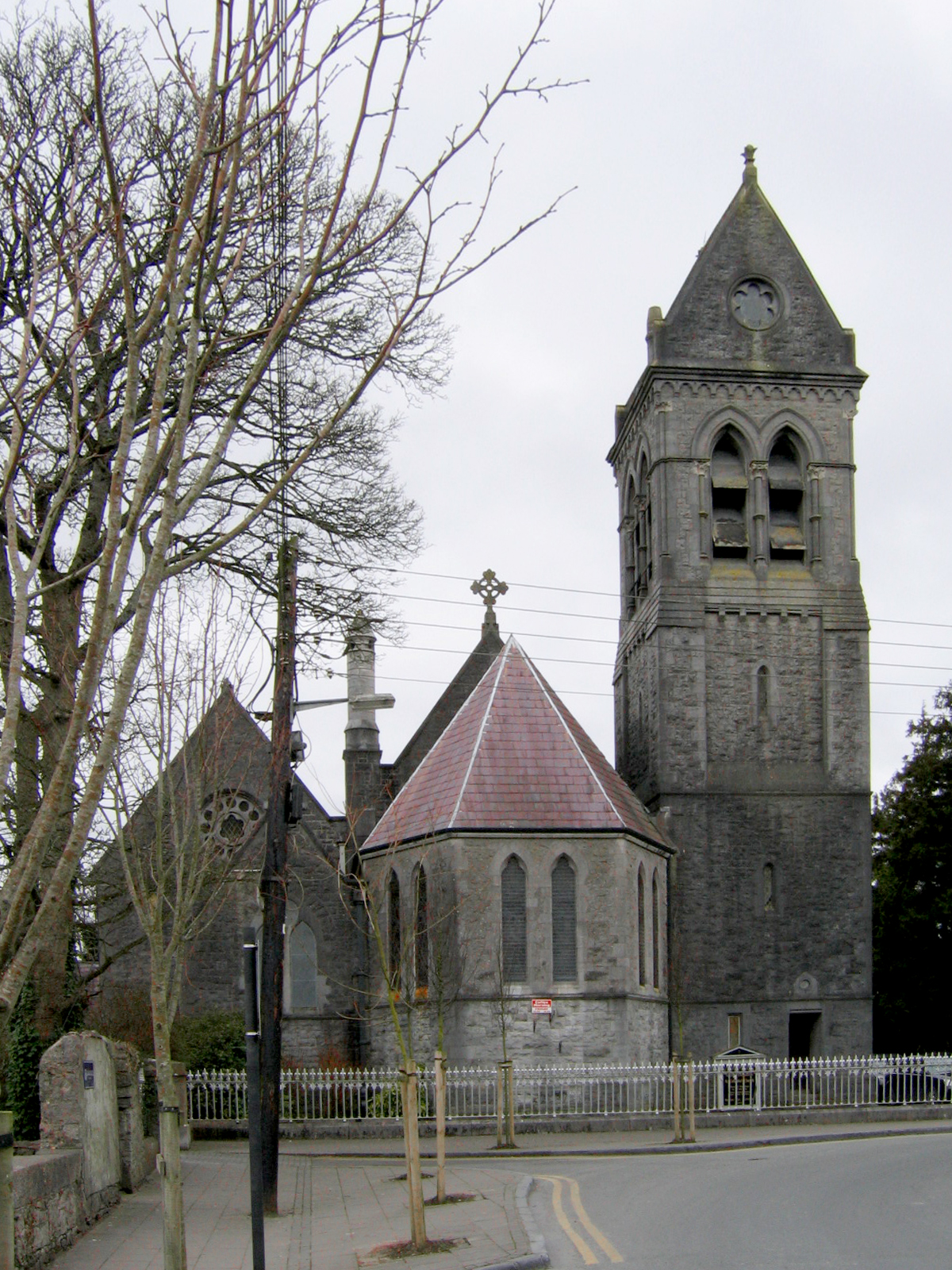